# Sceloporus serrifer
Sceloporus serrifer (жорстколуската ігуана) — вид ігуаноподібних ящірок родини фриносомових (Phrynosomatidae). Мешкає в США, Мексиці і Центральній Америці.

## Підвиди
Виділяють два підвиди:
- Sceloporus serrifer prezygus Smith, 1942 — Чіапаське нагір'я[en] в штаті Чіапас, гори Сьєрра-де-Куїлько і Сьєрра-де-лос-Кучуманатес[en] на заході Гватемали;
- Sceloporus serrifer serrifer Cope, 1866 — від південного Техасу до півострова Юкатан, північної Гватемали і Белізу.

Деякі дослідники виділяють підвид Sceloporus serrifer prezygus у окремий вид Sceloporus prezygus.

## Поширення і екологія
Жорстколускаті ігуани мешкають в США (Техас), Мексиці, Гватемалі і Белізі. Представники типового підвиду живуть в кам'янистих місцевостях, місцями порослих чагарниками, та в тріщинах серед скель, на висоті від 700 до 2300 м над рівнем моря, а представники підвиду S. s. prezygus — в сосново-дубових та в сосново-дубово-амбрових лісах та серед скель, на висоті від 1500 до 2000 м над рівнем моря.